# Randy Snow
Pour les articles homonymes, voir Snow.
Thomas "Randy" Snow, né le 24 mai 1959 à Terrell (Texas) et mort le 19 novembre 2009 au Salvador, est un athlète américain, joueur de tennis fauteuil et de basket fauteuil.
Il est le premier joueur à avoir été champion du monde de tennis handisport à l'ITF en 1991. En 1992, il est double médaillé d'or aux Jeux paralympiques de Barcelone.
Leader influent du mouvement paralympique, il est intronisé au National Wheelchair Basketball Association Hall of Fame en 2010 et au International Tennis Hall of Fame en 2012. Il est le premier athlète paralympique a intégrer le U.S. Olympic Committee Hall of Fame en 2004.

## Biographie
Randy Snow est devenu paraplégique à l'âge de 16 ans après un accident agricole, écrasé par une botte de foin. En 1977, il part étudier à l'Université du Texas à Austin où il crée l'équipe de basket-ball fauteuil (University of Texas High Rollers), puis à l'université du Texas à Arlington.
En 1984, il participe à une course de 1500 mètres aux Jeux de 1984, épreuve la plus populaire en athlétisme à l'époque. Il s'adjuge la médaille d'argent.
Dans les années 1980, il a activement participé à la promotion du tennis fauteuil, notamment avec son ami Brad Parks. Entre 1981 et 1993, il remporte à 10 reprises l'US Open en simple, tournoi le plus important du circuit et à sept reprises la Coupe du Monde par équipe entre 1986 et 1995. En 1994, il remporte la première édition du Masters de tennis fauteuil, disputée à Eindhoven, puis atteint la finale de la seconde édition en 1995. Il arrête sa carrière de joueur de tennis en 1996 mais la reprend en 2000 pour participer aux Jeux de Sydney.
Après sa carrière, il a créé et géré le Randy Snow Wheelchair Tennis Camps, organisé à travers les États-Unis et dans plusieurs pays du monde.

## Palmarès

### Jeux paralympiques
- médaillé d'or en simple messieurs en 1992
- médaillé d'or en double messieurs en 1992 avec Brad Parks
- médaillé de bronze en basket-ball en 1996

### Tournois majeurs
- US Open :
  - Vainqueur en simple en 1981, 1982, 1983, 1984, 1986, 1988, 1989, 1991, 1993
  - Vainqueur en double en 1983, 1985, 1986, 1989, 1991, 1993, 1994
- Open de France :
  - Vainqueur en simple en 1989, 1990
  - Vainqueur en double en 1988, 1990, 1993, 1995

## Récompenses
- Joueur de tennis en fauteuil de l'année : 1991
- Athlète américain handisport de l'année : 2000